# Pan (powieść)
Pan. Z papierów porucznika Tomasza Glahna (norw. Pan) – powieść norweskiego pisarza Knuta Hamsuna z 1894.

## Treść
Głównym bohaterem jest Tomasz Glahn (człowiek o szlachetnym, ale bardzo skomplikowanym charakterze), osoba ogarnięta grozą istnienia, której sobie nie uświadamia, a dodatkowo jest ona dla niego intelektualnie niesprecyzowana. W trakcie lata podbiegunowego przeżywa jednocześnie miłość do prostej kobiety, Evy i córki konsula Macka, Edwardy. Wszelkie czynności podejmowane przez Glahna mają jednak znamiona katastrofy i nie może on osiągnąć szczęścia: Eva ginie, a Edwarda wyjeżdża. Glahn pozostaje samotny w północnych lasach, nie analizując swego położenia, żyjąc instynktownie i bez żadnych refleksji. Jedyne, co jest w stanie go poruszyć, to piękno norweskiej przyrody. Ostatecznie ginie w bezsensowny sposób, w sytuacji sprowokowanej swoim bezrefleksyjnym działaniem. 
Glahn był człowiekiem, który nie mógł żyć, ponieważ pozbawiony był wewnętrznego przekonania o sensie istnienia, miał wewnętrzną, trwałą skazę, swoisty defekt moralny. Nie zmieniał się, mimo pomocy oferowanej mu przez innych. Wszystko, czego się tknął, rozpadało się, niczego nie potrafił zaaprobować i przyjąć. Powieść stanowi liryczno-psychologiczną opowieść o miłości w kontekście zazdrości i niemożliwości porozumienia się między ludźmi. Burzliwa relacja miłosna ulega stopniowej przemianie od radosnych uniesień do wybuchów zawiści i uporu. 